# Paracharontidae
Famille
Les Paracharontidae sont une famille d'amblypyges.

## Distribution
Les espèces cette famille se rencontrent en Guinée-Bissau et en Colombie.

## Liste des genres
Selon Whip spiders of the World (version 1.0) :
- Paracharon Hansen, 1921

et décrit depuis :
- Jorottui Moreno-González, Gutiérrez-Estrada & Prendini, 2023

Selon World Spider Catalog (version 23.5, 2023) :
- † Paracharonopsis Engel & Grimaldi, 2014

## Systématique et taxinomie
Cette famille a été décrite par Weygoldt en 1996.

## Publication originale
- Weygoldt, 1996 : « Evolutionary morphology of whip spiders: towards a phylogenetic system (Chelicerata: Arachnida: Amblypygi). » Journal of Zoological Systematics and Evolution Research, vol. 34, p. 185–202.